# Amarante do Maranhão
Amarante do Maranhão is een gemeente in de Braziliaanse deelstaat Maranhão. De gemeente telt 37.091 inwoners (schatting 2022).

## Geografie

### Aangrenzende gemeenten
De gemeente grenst aan Açailândia, Arame, Bom Jesus das Selvas, Buriticupu, Buritirana, Grajaú, João Lisboa, Montes Altos, Santa Luzia, Senador La Rocque en Sítio Novo.

### Beschermde inheemse gebieden
- Terra Indígena Arariboia
- Terra Indígena Governador
- Terra Indígena Krikati

## Geboren
- Sônia Guajajara (1974), inheems leider en politica